# Martynas Grinius
Martynas Grinius (* 6. November 2001 in Vilnius) ist ein litauischer Eishockeyspieler, der seit 2022 bei Heinolan Peliitat in der zweitklassigen finnischen Mestis unter Vertrag steht.

## Karriere

### Clubs
Martynas Grinius begann seine Karriere im Jugendbereich bei Gelezinis Vilkas. 2012 wurde er mit dem SC Energija litauischer Meister. Als 15-Jähriger wechselte er zum finnischen Klub Kiekko-Vantaa, für den er in Nachwuchsligen aktiv war. 2018 wechselte er zu Vaasan Sport, wo er die nächsten vier Jahre ebenfalls im Jugendbereich spielte. Seit 2022 spielt er für Heinolan Peliitat in der zweitklassigen finnischen Mestis.

### International
Für Litauen nahm Grinius bereits im Juniorenbereich an Weltmeisterschaften teil. Dabei spielte er bei der U18-Weltmeisterschaft 2018 ebenso in der Division II, wie bei den U20-Weltmeisterschaften 2019 und 2020.
Sein Debüt in der litauischen Herren-Nationalmannschaft gab er bei der Weltmeisterschaft der Division I 2022, in der er auch 2023 spielte.